# Vala Flosadóttir
Vala R. Flosadóttir, född 16 februari 1978 i Reykjavik, är en isländsk medicine doktor samt tidigare friidrottare inom stavhopp.

## Idrottskarriär
Vala tillhörde den första generationens kvinnliga stavhoppare och hon vann guld vid EM inomhus 1996 i Stockholm. Hon var även med vid inomhus-VM 1997 där hon slutade på en sjunde plats. Vid inomhus-EM 1998 blev hon bronsmedaljör och vid inomhus-VM 1999 slutade hon tvåa.
Vala deltog även vid VM 1999 där hon slutade på en tolfte plats. Hennes sista stora framgång kom vid Olympiska sommarspelen 2000 där hon slutade på tredje plats efter ett hopp på 4,50. En höjd som blev hennes personliga rekord. Hon satte även två världsrekord inomhus i stavhopp 1998 och fyra juniorvärldsrekord 1995–1997.
Vala tränades av Stanislaw "Stanley" Szczyrba och tävlade först för IFK Lund och sedan för Malmö AI. Hon bor i Lund. 

## Akademisk karriär
Från 1999 var Vala Flosadóttir student vid Lunds universitet där hon studerade bland annat humaniora och idrottsvetenskap samt avlade examen som sjukgymnast. Hon fortsatte därefter med en forskarutbildning och disputerade 2018 i medicin på avhandlingen O knee, where art thou? – Patient-reported outcomes and physical performance in individuals with acute knee injury, och promoverades samma år till medicine doktor. Hon arbetar numera som förläggare inom ämnesområdet "vård och rehabilitering" på förlaget Studentlitteratur.